# Käferbergtunnel
Der Käferbergtunnel ist ein 2119 Meter langer, doppelspuriger Eisenbahntunnel in Zürich. Er ist Teil der 1969 eröffneten Käferberglinie der Schweizerischen Bundesbahnen (SBB), die durch den Käferberg (562 m ü. M.) im Nordwesten der Stadt verläuft.

## Geschichte
Der Tunnel war ab Mitte der 1950er-Jahre in den Ausbauplänen der SBB enthalten und bezweckte eine zweite Verbindung zwischen Glatttal und Limmattal ohne die Spitzkehre im bereits damals überlasteten Zürcher Hauptbahnhof. Er gehörte zu einer Reihe ähnlicher Projekte zum Bau von kurzen Verbindungslinien, die grössere Bahnhöfe vom Durchgangsverkehr entlasten. Die meisten Projekte wurden Ende der 1960er-Jahre umgesetzt, wie zum Beispiel die 1967 eröffnete Verbindungskurve Zollikofen–Ostermundigen zur Entlastung von Bern, die 1971 eröffnete bei Bussigny zur Entlastung des Rangierbahnhofes Renens und die Verbindung der Bözberglinie mit der Aargauischen Südbahn in Brugg, die 1969 eröffnet wurde.
Der Tunnel wurde am 18. März 1966 durchschlagen.

### Eröffnung
Zusammen mit dem Tunnel wurde am 1. Juni 1969 der im Süden anschliessende einspurige Hardturmviadukt I zum Bahnhof Altstetten eröffnet. Die neue Verbindung diente ausschliesslich dem Güterverkehr zum alten Rangierbahnhof Zürich im Gleisfeld zwischen Hauptbahnhof und Altstetten. Dadurch wurden die Spitzkehren von Güterzügen im Hauptbahnhof nach Altstetten verlagert. Mit der Verlegung des Rangierbahnhofs Zürich durch den Vollbetrieb des Rangierbahnhofs Limmattal (RBL) ab 1978 entfielen die Spitzkehren in Altstetten. Die Käferberglinie wird seither vor allem von ausfahrenden Güterzügen aus dem RBL in Richtung Norden und Nordosten befahren.

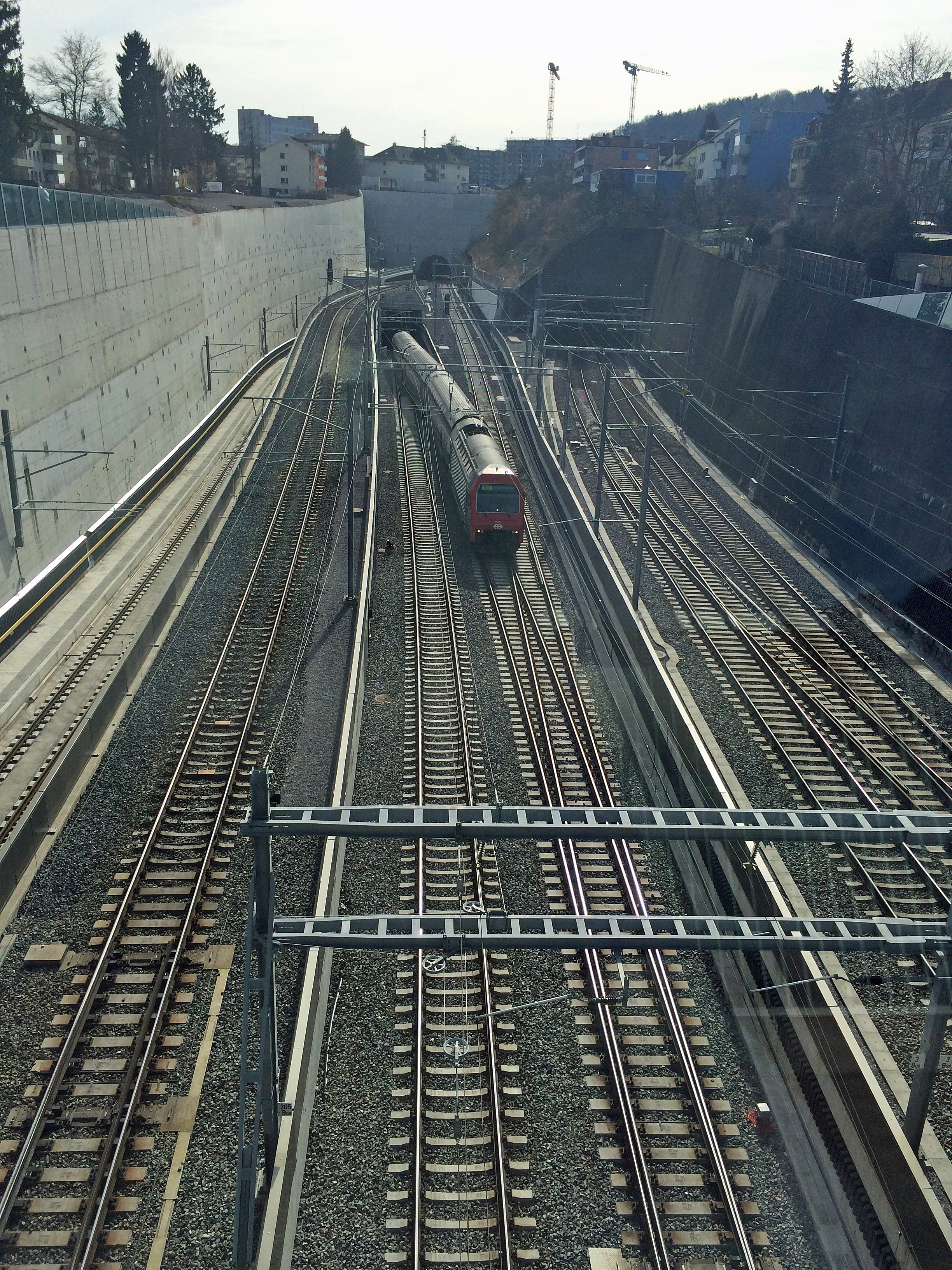
Nordportal (rechts) in Oerlikon

Seit Eröffnung des doppelspurigen Hardturmviaduktes II zum Hauptbahnhof am 23. Mai 1982 verwenden auch regelmässig Personenzüge den Käferbergtunnel. Seither können auch Züge aus den nördlichen Hallengleisen im HB via Bahnhof Oerlikon verkehren. Davor mussten die südlichen Hallengleise via Wipkingerlinie genutzt werden. Zwischen 1982 und 1990 umfassten die Personenzüge via Käferberglinie insbesondere den Intercity-Verkehr via Flughafenlinie.

### S-Bahn
Für die bevorstehende Betriebsaufnahme der S-Bahn Zürich im Mai 1990 wurde die auf dem Hardturmviadukt II liegende Haltestelle Hardbrücke stark ausgebaut und zum betrieblichen Endpunkt der Hirschengrabenlinie, des Herzstücks der S-Bahn. Dadurch verkehren seit 1990 alle S-Bahnen, die Oerlikon bedienen und das Herzstück befahren, zwingend durch den Käferbergtunnel. Mit dem Ausbau des S-Bahn-Verkehrs wurde seither der Personenfernverkehr wieder weitgehend auf die Wipkingerlinie zurückgedrängt, während für den Güterverkehr praktisch nur noch in der Nacht freie Trassees vorhanden sind.
Im Gegensatz zum älteren und kürzeren Wipkingertunnel, der ebenfalls den Höhenzug zwischen Glatttal und Limmattal von Nord nach Süd durchquert, beschreibt der Käferbergtunnel eine weite Kurve nach Westen. Das Nordportal haben beide Tunnels am südlichen Ende des Bahnhofs Oerlikon. Das Südportal des Käferbergtunnels liegt aber 1350 Meter weiter westlich am nördlichen Limmatufer in Höngg. Ebenfalls beim Nordportal hat der 2014 eröffnete Weinbergtunnel sein Portal.